# محمد صادق دياب
محمد صادق دياب أديب وكاتب سعودي ولد بمدينة جدة عام 1363 هـ، حيث تلقى تعليمه الابتدائي والمتوسط والثانوي فيه، ثم حصل على بكالوريوس التربية وعلم النفس من كلية التربية في جامعة أم القرى عام 1390 هـ، بعدها تحصل دياب على الماجستير في علم النفس التربوي من جامعة ويسكنسن الأمريكية عام 1976 وحصل على شهادة الدكتوراة عام 2009 في علم الاجتماع لكنه لم يود ان يلقب بالدكتور.

## حياته المهنية والأدبية
بعد أن اكمل دياب تعليمه في أمريكا، عمل بالتدريس في جدة ب معاهد أعداد المعلمين في الفترة من 1390 هـ- 1400 هـ، ثم عمل بعد ذلك في كلية المعلمين بمكة المكرمة، ثم موجها ورئيس قسم توجيه الطلاب وإرشادهم بإدارة التعليم بالمنطقة الغربية بجدة عام 1401 هـ حتى تقاعد مبكرا في العام 1414 هـ الموافق 1993، وقد عمل دياب فترة طويلة في المجال الصحفي حيث رأس قسم المحليات بصحيفة المدينة، ثم اشتغل مشرفا على ملحق الأربعاء في نفس الصحيفة خلال الفترة من 1408 هـ-1410 هـ، ثم انتقل بعدها ليعمل رئيسا للقسم الثقافي بجريدة البلاد ومنها إلى مجلة سيدتي حيث عمل مدير تحرير لها بالمملكة العربية السعودية، تم تعيينه بعدها رئيسا لتحرير مجلة اقرأ في عام 1418 هـ، ثم انتقل لمجلة الجديدة في عام 1420 هـ الموافق 1997 ليعمل مديرا تحريريا لها وظل في منصبه حتى توقفت المجلة عن الصدور في عام 1424 هـ الموافق 2003، بعدها عين رئيسا لتحرير مجلة الحج في العام 1426 هـ الموافق 2005، بالإضافة إلى كونه كاتب يومي في جريدة الشرق الأوسط.

## مؤلفاته
ألف محمد صادق دياب العديد من المؤلفات القصصية والتاريخية والاجتماعية منها:
- المفردات العامية بمدينة جده.
- امراة وفنجان قهوة
- جدة التاريخ والحياة الاجتماعية 1423 هـ.
- ساعة الحائط تدق مرتين (مجموعة قصصية) 1404 هـ.
- 16 حكاية في الحارة 1402 هـ.
- الأمثال العامية في الحجاز 1399 هـ.
- مقام حجاز (رواية) 1432هـ - 2011م نشرت قبل وفاة الأديب بشهر.
- بضع ساعات في يوم ما
- الخواجة يني

## وفاته
توفي محمد صادق دياب يوم الجمعة الرابع من جمادى الأولى عام 1432 هـ الموافق للثامن من أبريل 2011 في لندن بعد معاناة مع السرطان، وقد صلي عليه ظهر يوم الأحد بمسجد الجفالي بجدة ودفن في مقبرة حواء وقد حضر الآلاف من المشيعيين.

## أسرته
خيرية عبد الحميد منصور (زوجة لأكثر من 40 سنة).
وكما كان يفخر بكونه أبو البنات لديه ثلاث بنات هن :
- غنوه 1972م
- سوسن 1980م
- سماح 1984م

## وصلات خارجية
- روافد: حوار توثيقي مع محمد صادق دياب. العربية نت